# II. Tetricus gall császár
Caius Pius Tetricus Esuvius (vagy C. Esuvius Tetricus, vagy II. Tetricus) Pius Tetricus fia, örököse a Gall Birodalom trónján. 273-tól caesari rangban volt, címe princeps iuventutis. 274 őszén ajával együtt vereséget szenvedett Aurelianus ellenében, majd fogolyként kerültek Rómába. Eutropius Breviariuma szerint Aurelianus megkímélte életüket, Aurelius Victor közlése alapján senatori rangjukat is megtartották.

## Fordítás
- Ez a szócikk részben vagy egészben  a   Tetricus II című angol Wikipédia-szócikk fordításán alapul.  Az eredeti cikk szerkesztőit annak laptörténete sorolja fel. Ez a jelzés csupán a megfogalmazás eredetét és a szerzői jogokat jelzi, nem szolgál a cikkben szereplő információk forrásmegjelöléseként.